# Heinrich Engelhardt
Heinrich Engelhardt (ur. 1912, zm.?) – zbrodniarz hitlerowski, adiutant komendanta podobozu KL Dachau – Mühldorf, SS-Hauptscharführer.
Pełnił funkcję adiutanta komendanta KL Mühldorf Waltera Adolfa Langleista od 1944 do kwietnia 1945. Engelhardt przeprowadzał wielogodzinne apele więźniarek, okrutnie przy tym nad nimi się znęcając. Niemal codziennie bił więźniów (używając przy tym również bicza), nie oszczędzając nawet tych najbardziej schorowanych i wycieńczonych.
Heinrich Engelhardt został osądzony w procesie załogi Mühldorfu przez amerykański Trybunał Wojskowy w Dachau. Skazany został na karę dożywotniego pozbawienia wolności. Więzienie w Landsbergu opuścił 23 grudnia 1953.